# Chitradurga
Chitradurga es una ciudad de la India, centro administrativo del distrito de Chitradurga, en el estado de Karnataka.

## Geografía
Se encuentra a una altitud de 752 m s. n. m. a 203 km de la capital estatal, Bangalore, en la zona horaria UTC +5:30.

### Historia
Chitradurga cuenta con colinas rocosas llamativos y pintorescos valles, enormes rocas imponentes en numerosas formas. Se le conoce como la "fortaleza de piedra" (Kallina Kote). De acuerdo con la épica Mahabharata, un Rakshasa antropófago nombrado Hidimba y su hermana Hidimbi vivió en la colina. Hidimba era una fuente de terror para todos a su alrededor mientras Hidimbi era una paz rakshasa amoroso. Cuando los Pandavas llegó con su madre Kunti en el curso de su exilio, Bhima tuvo un duelo con Hidimba en que Hidimba fue asesinado. A partir de entonces Bhima casado Hidimbi y tuvieron un hijo llamado Ghatotkacha que tenía poderes mágicos. La leyenda cuenta que las rocas eran parte del arsenal usado durante ese duelo. De hecho, las rocas sobre las que mayor parte de la ciudad descansa pertenecen a la formación rocosa más antigua del país.
Timmana Nayaka, un cacique bajo el Imperio Vijayanagar, ascendió al rango de gobernador de Chitradurga como una recompensa del gobernante Vijayanagara, por su excelencia en servicios militares ,. Este fue el comienzo de la regla de los Nayakas de Chitradurga. Su hijo Obana Nayaka se conoce con el nombre de Madakari Nayaka (1588 dC). El hijo de Madakari Nayaka Kasturi Rangappa (1602) lo sucedió y consolidó el reino para gobernar pacíficamente. Como él no tenía herederos para sucederle, su hijo adoptivo, el heredero aparente era entronizado pero fue matado en pocos meses por los Dalavayis.
Chikkanna Nayaka (1676), el hermano de Madakari Nayaka II sentado en el trono, y su hermano le sucedió con el título Madakari Nayaka III en 1686. La falta de voluntad de Dalawayis a aceptar la regla de Madakari Nayaka III dio una oportunidad a uno de sus parientes lejanos , Bharamappa Nayaka para ascender al trono en 1689. Se le conoce como el mayor de los gobernantes Nayaka. Los temas de Chitradurga no experimentaron un buen reinado de los sucesivos gobernantes que gobernaron en el trono por períodos muy breves. El Hiri Madakari Nayaka IV (1721), Kasturi Rangappa Nayaka II (1748), Madakari Nayaka V (1758) gobernó esta zona, pero no hay mucho para hablar de su gobierno. [1]
[1] http://en.wikipedia.org/wiki/Chitradurga

## Demografía
Según estimación 2011 contaba con una población de 160 878 habitantes.